# 翔企画
有限会社翔企画（しょうきかく）は、鈴木銀一郎による日本（所在地、東京都）の企業。書籍や雑誌の編集業務などを行なっていたが、アナログゲームやその関連物も多数自社出版している。1984年5月設立。

## 沿革
1985年6月 - Simulator（新シミュレイター）刊行
1988年 - モンスターメーカー発売
1999年4月 - 翔企画オンラインショップ開設

## 商品一覧

### カードゲーム
- モンスターメーカー - 鈴木銀一郎
  - モンスターメーカー2 ドラゴンバスター
  - モンスターメーカー3 日本妖怪
  - モンスターメーカー4 4つの神秘
  - モンスターメーカー5 ソフィア聖騎士団
  - モンスターメーカー6 七人の魔術士
  - モンスターメーカー7 プロフェシー
  - モンスターメーカー宇宙商人
  - モンスターメーカー学園
  - モンスターメーカー学園祭
  - モンスターメーカー学園修学旅行
- マジックマスター - 鈴木銀一郎
  - マジックマスター2 〜紋章使い〜 - 中村聡
  - マジックマスター3
- スペースエンペラー
- カードゲームメーカー
- スーパーヒーローvs悪の帝国
- 三国志覇王
- 三国志英雄伝 - 天津老師
- 戦国覇者
- モスクワ冬将軍 - 鈴木銀一郎
- エイリアンハイスクール
- カラテマスター
- ホラーハンター - 岸田恋
- レベルアップ
- レムリカ銃士隊
  - レムリカモンスター
  - レムリカアームズコレクション

### ジグソーパズル
- MMジグソーパズル オールスターズ
- MMジグソーパズル ドラゴンストライク

### ボードゲーム
- MMボードゲーム ダンジョンウォーズ
- MMボードゲーム ダンジョンウォーズ1
- MMボードゲーム デーモンスレイヤー
- MMボードゲーム ドラゴントレジャー
- MMボードゲーム ドラゴンアタック
- ザ・黒幕 日本支配
- ザ・黒幕2 社長の椅子
- 英雄戦国時代

### テーブルトークRPG (TRPG)
- ナイトメア・ハンター 夢魔狩人、ファンタジック・ホラーRPG（1988年）
- 装甲騎士団 メックナイツ、ロボットコンバットアクションRPG（1991年）

### SS（Sサイズウォー・シミュレーションゲーム）シリーズ
- 北海道侵攻 - 佐藤大輔
- ヴェトナム戦争 - 佐藤大輔
- D-DAY - 大平英樹
- 皇帝ナポレオン - 平野茂
- ワーテルロー - 上田広樹
- ロンメルアフリカ軍団 - 鈴木銀一郎
- 信玄vs謙信〜川中島血戦〜 - 河合秀郎
- モスクワ電撃戦 - 中黒靖
- WW3 - 野俣周紀
- 決戦ガダルカナル - 川北翔
- 信長の賭け〜強襲桶狭間〜 - 伏見素行
- ヒトラー帝国の興亡 - 中黒靖
- シーレーン防衛戦 - 野俣周紀
- ミッドウェイ空母戦 - 中黒靖
- バルジの戦い - 中黒靖
- 五虎三国志 - 天津老師
- 明治維新 - 伏見素行
- 太平記 - 中嶋真
- ハリコフ大戦車戦 - 山崎雅弘
- 湾岸戦争
- SSゲームデザインキット
- WW2

### ゲーム
- トーキョーモンスターバスターズ
- 門星明華学園
- オールスターベースボール

### 刊行物
- 新シミュレイター (Simulator)
- RPGコミック
- 『ロールプレイングゲームハンドブック ダンジョンズ・ディープ』(	ロバート・プラモンドン（ロバートプラモンドン）・著 、鈴木銀一郎・訳、1986年5月）

## 上記以外のデザイナー
- 黒田幸弘

## RPGコミック
『RPGコミック』は、かつて翔企画が発行していた日本の隔月刊のアンソロジーコミック誌。1990年3月創刊、1992年5月休刊。発行の遅延が多く、通巻9号となった。休刊号となるVOL.9にて、誌名を『モンスターメーカーマガジン』に改題。
1991年8月にはRPGコミック別冊の『エルサイス』が発売。
休刊後、本誌を引き継ぐ形で1992年6月に『ファミコン通信（現:ファミ通）』増刊として『アスキーコミック』月刊化準備号が発行され、同年7月より独立の月刊誌『月刊アスキーコミック』として刊行。

### 連載作品
- 『モンスターメーカー・サガ』 - 九月姫
- 『オーク年代記 カパックの冒険』 - 小野敏洋
- 『GURDIAN -アルバイターの伝説-』 - 市川みなみ 『月刊アスキーコミック』に移籍後、『遥かなる異郷ガーディアン』と改題。